# Duchesse Anne (Schiff, 1901)
Die Duchesse Anne ist das einzige erhalten gebliebene französische Vollschiff und ist nach der Herzogin Anne de Bretagne benannt. Die ehemalige Großherzogin Elisabeth war das erste deutsche Handelsmarine-Schulschiff.

## Bau und Stapellauf
Das Schiff wurde 1901 als Großherzogin Elisabeth von der Werft Joh. C. Tecklenborg in Geestemünde für den Deutschen Schulschiffverein als Vollschiff in Stahl erbaut und trat am 17. März 1901 seine Jungfernfahrt an. Benannt wurde es nach der oldenburgischen Großherzogin Elisabeth (1869–1955). Die Großherzogin Elisabeth wurde von Werftdirektor Georg W. Claussen konstruiert und hatte drei Schwesterschiffe.

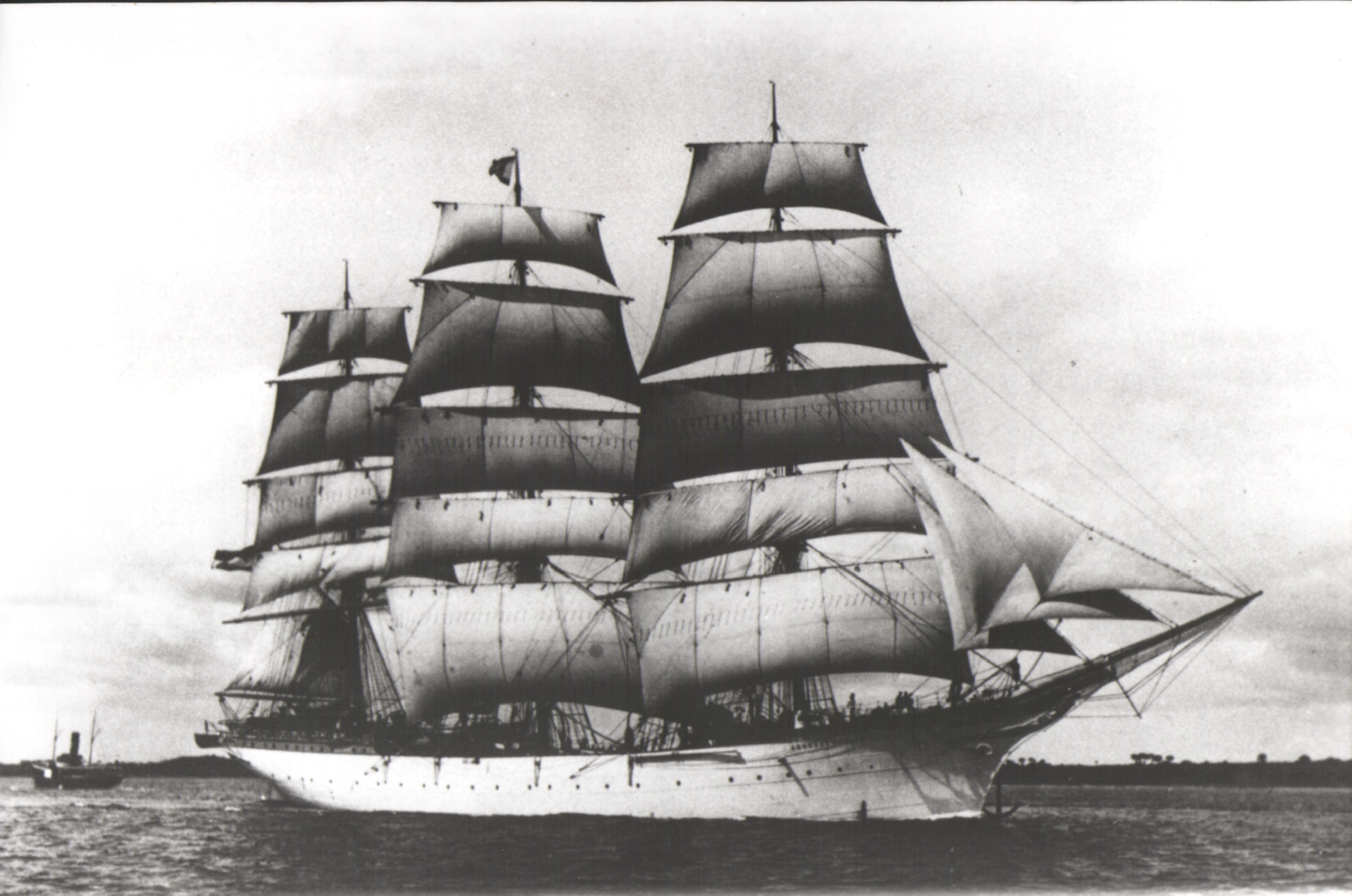
Die Großherzogin Elisabeth 1913, alle Segel gesetzt

Der Stapellauf fand am 7. März 1901 statt. Ursprünglich sollte die Patin, Großherzogin Elisabeth, die Taufe selbst vornehmen, doch aufgrund einer Erkrankung ihres Gatten Friedrich August musste sie ihre Teilnahme an der Veranstaltung absagen. Die Teilnahme Kaiser Wilhelms II. war ebenfalls vorgesehen, doch aufgrund eines auf ihn kurz zuvor in Bremen verübten Attentats, bei dem er im Gesicht leicht verletzt worden war, entfiel auch seine Teilnahme. Die Taufe nahm an Stelle der Patin ihr Bruder, Herzog Adolf Friedrich zu Mecklenburg, vor. An der Feier nahmen von Seiten der Kaiserlichen Marine Admiral Hans von Koester, Admiral Prinz Heinrich von Preußen und Konteradmiral Richard Aschenborn teil. Ebenfalls anwesend waren die Direktoren der Hamburg-Amerika-Linie und des Norddeutschen Lloyd.

## Geschichte

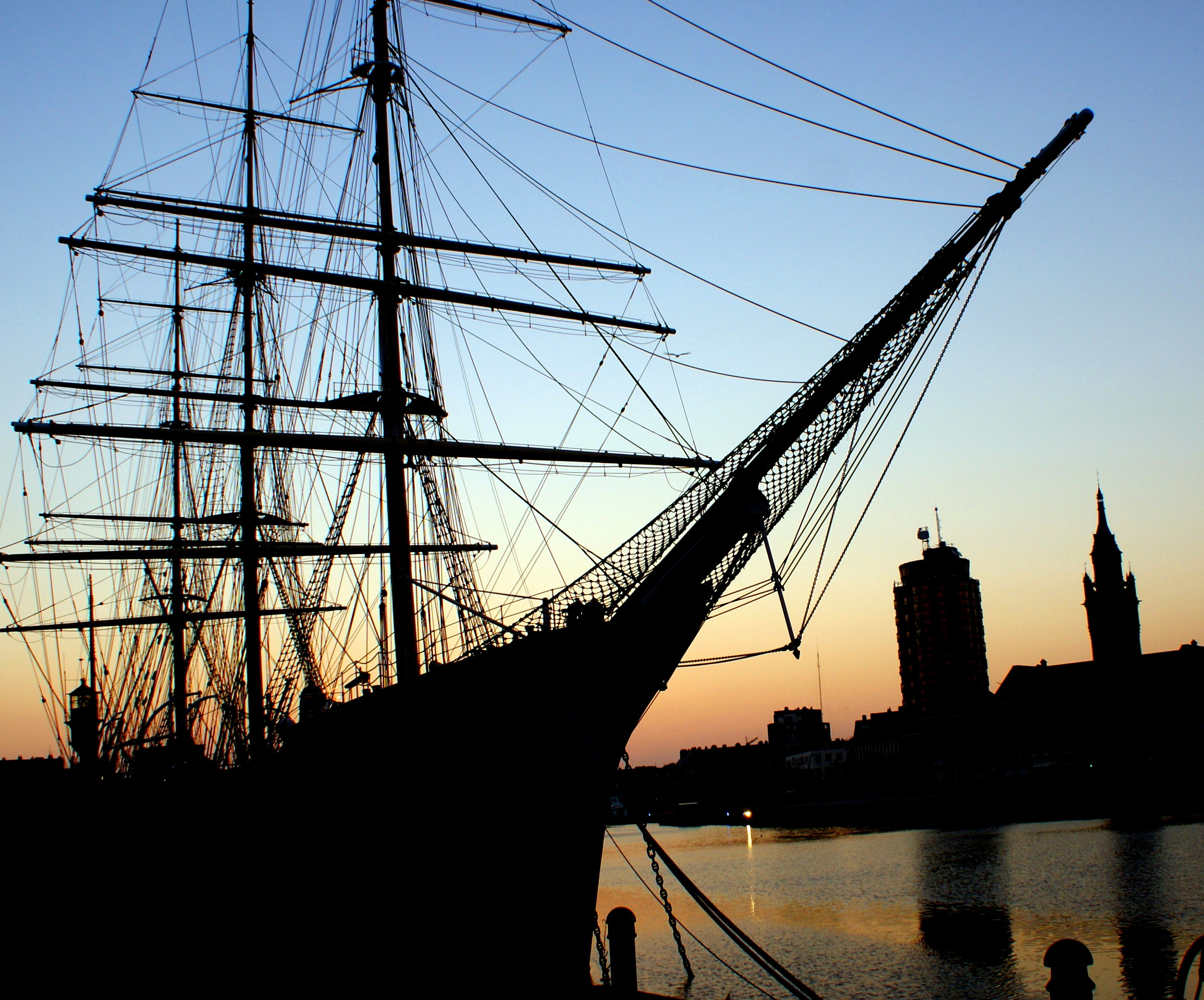
Die Duchesse Anne in der Dämmerung

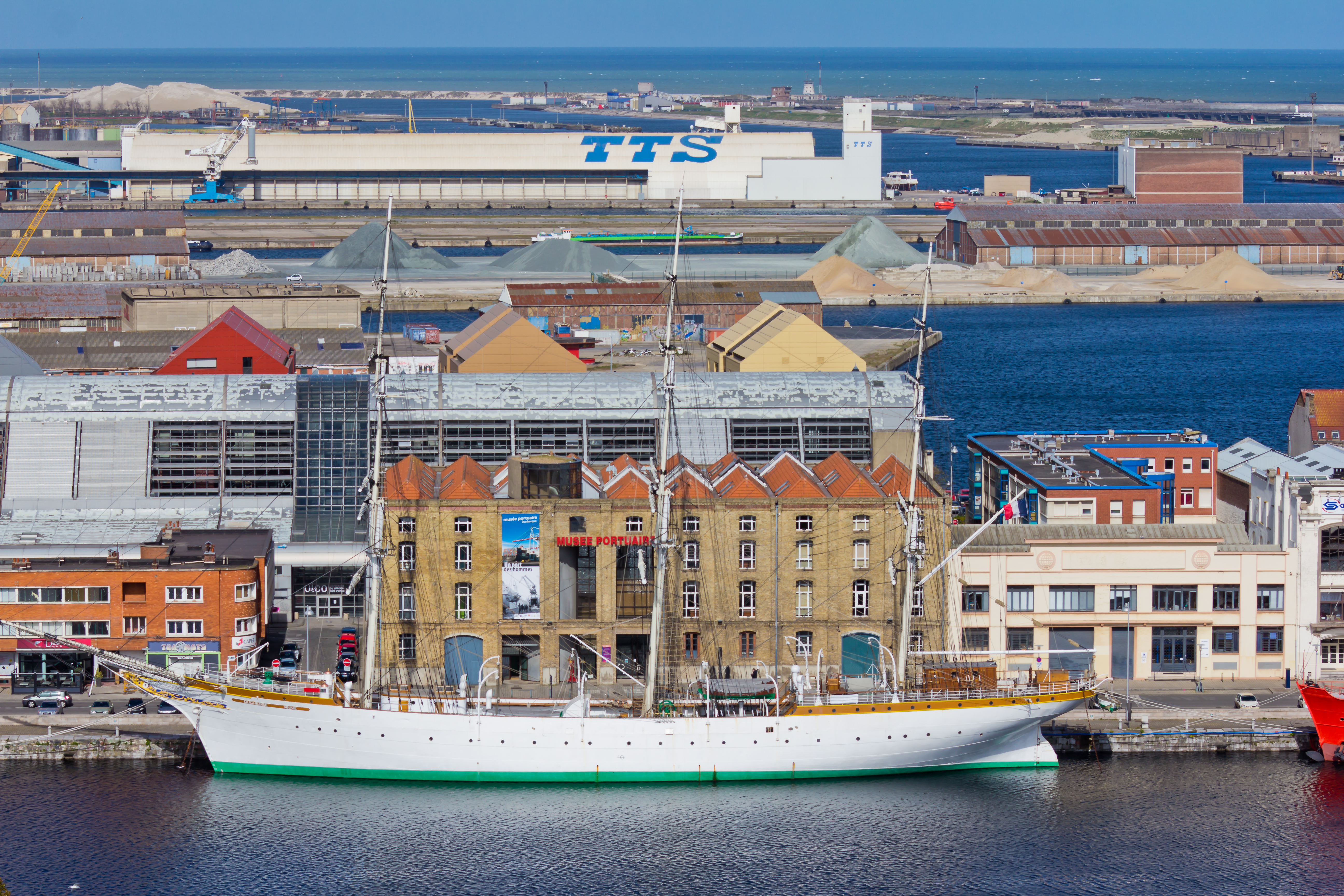
Als Museumsschiff im Musée portuaire de Dunkerque

Korvettenkapitän a. D. Hugo Rüdiger, zuletzt im Sommer 1898 Führer einer wissenschaftlichen Expedition in das nördliche Eismeer, trat in die Dienste des Deutschen Schulschiffvereins, dessen erstes Schulschiff Großherzogin Elisabeth er von 1901 bis 1908 als Kapitän führte. 
Von 1905 bis 1910 führte Kapitän Richard Dressler das Schulschiff, danach bis 1918 zwei weitere Segler des Schulschiffvereins.
Bis 1945 wurde das umgangssprachlich Lisbeth genannte Schulschiff von der deutschen Handelsmarine genutzt, ab 1932 allerdings nicht mehr auf hoher See. Seine letzte Fahrt für den Deutschen Schulschiffverein unternahm das Schiff 1931/32 in der Ostsee. Danach wurde es an die Hamburger Seemannsschule in Hamburg-Finkenwerder verkauft, abgetakelt und als stationäres Schulschiff genutzt. 1944 wurde das Schiff nach Wismar verlegt, um es aus der Reichweite britischer Bomber zu bringen. Der Schulbetrieb der Seemannsschule fand weiterhin an Bord statt. 1945 wurde das Schiff von der Royal Navy in Besitz genommen.
Das Schiff kam 1946 als Reparationsleistung an Frankreich und erhielt den neuen Namen Duchesse Anne. Es lag viele Jahre lang in Lorient und Brest und war schließlich zur Abwrackung vorgesehen. Auf Privatinitiative wurde es dann in seinem Zustand als Schulschiff erhalten. Im Jahr 1981 wurde es für den symbolischen Preis von einem Franc von der Stadt Dünkirchen gekauft und dann in jahrelanger Arbeit restauriert. Die Duchesse Anne liegt heute dort als Museumsschiff im Hafen.

## Film
Die Großherzogin Elisabeth ist in einer kurzen Sequenz in dem Dokumentarfilm S.M. Hilfskreuzer „Wolf“ zu sehen, der im Februar 1918 im Kieler Hafen gedreht wurde.